# ميراكيولين

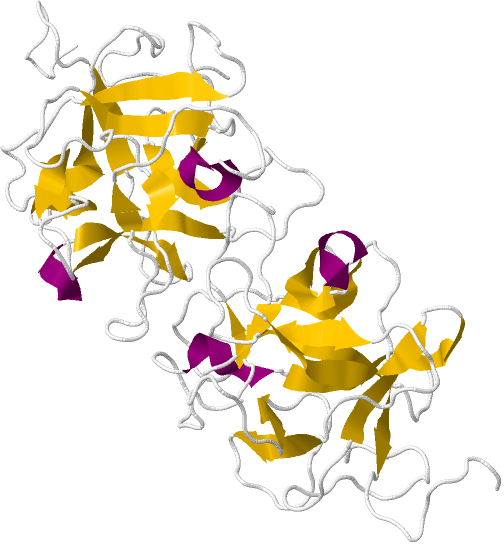

الميراكيولين هو معدِّل للنكهة، وهو جلايكوبروتين مستخرج من ثمرة الفاكهة المعجزة (Synsepalum dulcificum). تم توثيق هذه الفاكهة من قبل المستكشف شوفالييه دي مارشيه، الذي بحث عن العديد من الفواكه المختلفة خلال رحلة عام 1725 إلى موطنها الأصلي غرب إفريقيا.
الميراكيولين بحد ذاته ليس حلو المذاق. عندما يتلامس مع براعم التذوق، يرتبط البروتين بمستقبلات الطعم الحلو. هذا يسبب أن الأطعمة ذات المذاق الحامض عادةً، مثل الحمضيات (الليمون، البرتقال،... إلخ)، يتغير مذاقها للحلو. قد يستمر هذا التأثير لمدة ساعة أو ساعتين.

## تاريخه
لاحظ دي مارشيه لأول مرة خصائص تحلية توت الفاكهة المعجزة (لها عدة أسماء بالإنجليزية، منها: miracle berry والتي تعني لبتوت المعجزة) خلال رحلاته الاستكشافية إلى غرب أفريقيا في القرن الثامن عشر. اشتُق مصطلح "ميراكيولين" من تجارب عزل وتنقية الجلايكوبروتين النشط الذي يُعطي التوت خصائصه المُحلية، نُشرت النتائج بتزامن من قِبل علماء يابانيين وهولنديين عملوا بشكل مستقل في ستينيات القرن الماضي (أطلق الفريق الهولندي على الجلايكوبروتين اسم "ميراكيولين"). أصبح مصطلح "ميراكيولين" شائع الاستخدام بحلول منتصف سبعينيات القرن الماضي.

## بنية الجلايكوبروتين
تم تحليل سلسلة الأحماض الأمينية للميراكيولين لأول مرة في عام 1989، و وُجد أنه عبارة عن جلايكوبروتين يزن 24.6 كيلو دالتون، يتكون من 191 حمضًا أمينيًا و13.9٪ من حيث الوزن من السكريات المختلفة.
تُكَوّن السكريات إجمالي 3.4 كيلو دالتون، مكونة من نسبة مولية من الجلوكوزامين (31٪)، والمانوز (30٪)، واليفوكوز (22٪)، والزيلوز (10٪)، والجلاكتوز (7٪).
الحالة الطبيعية لبروتين الميراكيولين هي أنه يوجد على هيئة رباعي الوحدات (تترامير Tetramer) ، مكوّن من وحدتين ثنائيتين (دايمرين Two Dimers )، كل واحدة منهما مترابطة بواسطة رابطة ثنائي كبريتيد (رابطة ثنائية بين ذرتي كبريت في الحمض الأميني السيستين). كلٌ من الميراكيولين الرباعي والميراكيولين الثنائي الطبيعي في حالته الخام يمتلكان القدرة على تعديل الطعم، بحيث يحوّلان الطعم الحامض إلى طعمٍ حلو. وينتمي الميراكيولين إلى عائلة مثبطات إنزيمات البروتياز المعروفة باسم كيونيتز إس تي آي (Kunitz STI).

## خصائص التحلية
إن الميراكيولين، على عكس الكركيولين (عامل آخر لتعديل الطعم)، ليس حلوًا في حد ذاته، ولكنه يمكن أن يغير إدراك الحموضة إلى حلاوة، حتى لفترة طويلة بعد الاستهلاك. تعتمد مدة وشدة تأثير تعديل الحلاوة على عوامل مختلفة، مثل تركيزه، ومدة ملامسته للسان، وتركيز الحمض. يصل الميراكيولين إلى أقصى حلاوة له بمحلول يحتوي على 4x10−7 مول/لتر ميراكيولين على الأقل، والذي يُحفظ في الفم لمدة 3 دقائق تقريبًا. الحد الأقصى يعادل في الحلاوة محلول سكروز 0.4 مول/لتر. يتحلل الميراكيولين بشكل دائم عن طريق التحلل في درجات حرارة عالية وعند أس هيدروجيني أقل من 3 أو أعلى من 12.
على الرغم من أن الآلية التفصيلية لسلوك تحفيز التذوق غير معروفة، يبدو أن مستقبلات الطعم الحلو يتم تنشيطها بواسطة الأحماض التي تسبب الطعم الحامض، وهو تأثير يستمر حتى تلتقط براعم التذوق درجة حموضة محايدة (أس هيدروجيني= 7). يتم إدراك المحليات بواسطة مستقبل التذوق الحلو، hT1R2-hT1R3، والذي ينتمي إلى مستقبلات مقترنة بالبروتين ج، المعدلة بواسطة الهيستيدين (أي His30 وHis60) التي تشارك في تعديل المذاق.

## استعماله كمُحَلّي
بما أن الميراكيولين بروتين سهل الذوبان ومستقر نسبيًا في الحرارة، فهو مُحلّي محتمل في الأطعمة الحمضية، مثل المشروبات الغازية. في حين باءت محاولات تصنيعه في خلايا الخميرة ونبات التبغ بالفشل، نجح الباحثون في تحضير بكتيريا الإشريكية القولونية المعدلة وراثيًا قادرة على تصنيع الميراكيولين. كما استُخدم الخس والطماطم لإنتاج الميراكيولين بكميات كبيرة.
رفضت إدارة الغذاء والدواء الأمريكية استخدام الميراكيولين كمضاف غذائي عام 1974. ومع ذلك، لا يزال من الممكن بيعه على شكل حبات كاملة أو أقراص (كمكملات غذائية). في عام 2011، حظرت إدارة الغذاء والدواء الأمريكية نوعًا معينًا من أقراص الميراكيولين المستوردة من تايوان لاعتقادهم بأنها "Hard candy" [هي نوع من الحلوى مصنوع أساسًا من السكر والماء (وأحيانًا شراب الذرة)، يُغلى المزيج حتى درجة حرارة عالية ثم يُترك ليبرد ويتصلّب.تكون نتيجته قطعة صلبة جدًا تُمتص في الفم ولا تُقضم بسهولة] تحتوي على مُحليات غير معتمدة. يتمتع الميراكيولين بوضعية "طعام جديد Novel Food " في الاتحاد الأوروبي. هذا يعني أن الميراكيولين يُعد مكوّنًا غذائيًا غير تقليدي ويحتاج إلى موافقة خاصة قبل استخدامه تجاريًا في الأغذية داخل الاتحاد الأوروبي. لكنه معتمد في اليابان كمضاف غذائي آمن، وفقًا لقائمة المضافات الغذائية الحالية التي نشرتها وزارة الصحة والرعاية الاجتماعية (والتي نشرتها منظمة التجارة الخارجية اليابانية).